# 佐伯有義
佐伯 有義（さえき ありよし、慶応3年10月24日（1867年11月19日） - 昭和20年（1945年）9月25日）は、神職・神道学者。富山県出身。

## 経歴
慶応3年（1867年）10月24日、代々立山雄山神社の祠職を勤める佐伯有久の子として、富山県中新川郡立山村岩峅寺に生まれる。明治15年（1882年）上京して皇典講究所へ入学、同20年（1887年） に同所を卒業して、『古事類苑』の編纂等に携わり、同25年（1892年）宮内省掌典職を拝命、同28年（1895年）には気多神社（現気多大社）の宮司に任官、同38年（1905年）帝室制度調査局から「皇室諸令附式」の起草を嘱託され、同45年（1912年）六国史校訂材料取調掛、大正元年（1912年）大喪使事務官、翌2年（1913年）大礼使事務官を歴任し、同14年（1925年）に勅任待遇を受け、翌15年（1926年）従四位に叙される。昭和2年（1927年）に國學院大學の講師、同11年（1936年）に同教授となり、その間に無窮會東洋文化研究所講師も兼ねながら、特殊祭儀委員、礼典課長事務取扱を経て、同18年（1943年）学位論文「古代における朝儀の祭祀につきて」で國學院大學の文学博士号を受けた。昭和20年（1945年）9月25日、郷里富山での疎開中に没す。享年79。

## 年譜
- 慶応3年（1867年）10月24日 - 立山雄山神社の祠職佐伯家に生まれる。
- 明治15年（1882年） - 皇典講究所へ入学。
- 明治20年（1887年） - 皇典講究所卒業。
- 明治23年（1890年） - 『古事類苑』の編纂を嘱託される。
- 明治25年（1892年） - 掌典を拝命。
- 明治28年（1895年） - 気多神社宮司に任官。
- 明治38年（1905年） - 皇室諸令附式の起草を嘱託される。
- 明治45年（1912年） - 六国史校訂材料取調掛に就任。
- 大正元年（1912年） - 大喪使事務官に就任。
- 大正2年（1913年） - 大礼使事務官に就任。
- 大正11年（1922年） - 勲四等瑞宝章を受勲。
- 大正14年（1925年） - 勅任待遇。
- 大正15年（1926年） - 叙従四位。
- 昭和2年（1927年） - 國學院大學講師に就任。
- 昭和11年（1936年） - 國學院大學教授に就任。
- 昭和18年（1943年） - 國學院大學文学博士。
- 昭和20年（1945年）9月25日 - 逝去。享年79。

## 栄典
- 1916年（大正5年）1月19日 - 勲五等瑞宝章[2]

## 編著書

### 著書
- 『大日本神祇史』国晃館（大正2年）NDLJP:943419
- 『臣民の道精義』広文堂（昭和16年）NDLJP:1039446

### 編書
- 『神祇全書』皇典講究所（明治39-41年）NDLJP:991325
- 『神道文献総目録』
- 『神道大辞典』平凡社（昭和12-15年）NDLJP:1913333
- 『武士道全書 第1巻』（植木直一郎、井野辺茂雄 共編）時代社、1942年。
- 『武士道全書 第2巻』（植木直一郎、井野辺茂雄 共編）時代社、1942年。
- 『武士道全書 第3巻』（植木直一郎、井野辺茂雄 共編）時代社、1942年。
- 『武士道全書 第4巻』（植木直一郎、井野辺茂雄 共編）時代社、1942年。
- 『武士道全書 第5巻』（植木直一郎、井野辺茂雄 共編）時代社、1942年。
- 『武士道全書 第6巻』（植木直一郎、井野辺茂雄 共編）時代社、1942年。
- 『武士道全書 第7巻』（植木直一郎、井野辺茂雄 共編）時代社、1942年。
- 『武士道全書 第8巻』（植木直一郎、井野辺茂雄 共編）時代社、1942年。
- 『武士道全書 第9巻』（植木直一郎、井野辺茂雄 共編）時代社、1942年。
- 『武士道全書 第10巻』（植木直一郎、井野辺茂雄 共編）時代社、1943年。
- 『武士道全書 第11巻』（植木直一郎、井野辺茂雄 共編）時代社、1943年。
- 『武士道全書 第12巻』（植木直一郎、井野辺茂雄 共編）時代社、1943年。
- 『武士道全書 別巻』（植木直一郎、井野辺茂雄 共編）時代社、1944年。